# Transports dans l'Oise

Les transports dans le département français de l'Oise sont marqués par la proximité de Paris, vers laquelle sont orientés la plupart des principaux axes de transport : deux autoroutes, une voie rapide et sept voies ferrées franchissent la frontière de l'Oise avec la région Île-de-France. L'Oise accueille également l'aéroport de Paris-Beauvais, devenu de facto le troisième aéroport parisien.
Cette proximité de l'Île-de-France explique le fort développement démographique du sud du département, dont les multiples centres urbains sont reliés par un important réseau d'axes routiers et de transports en commun.

## Transport routier

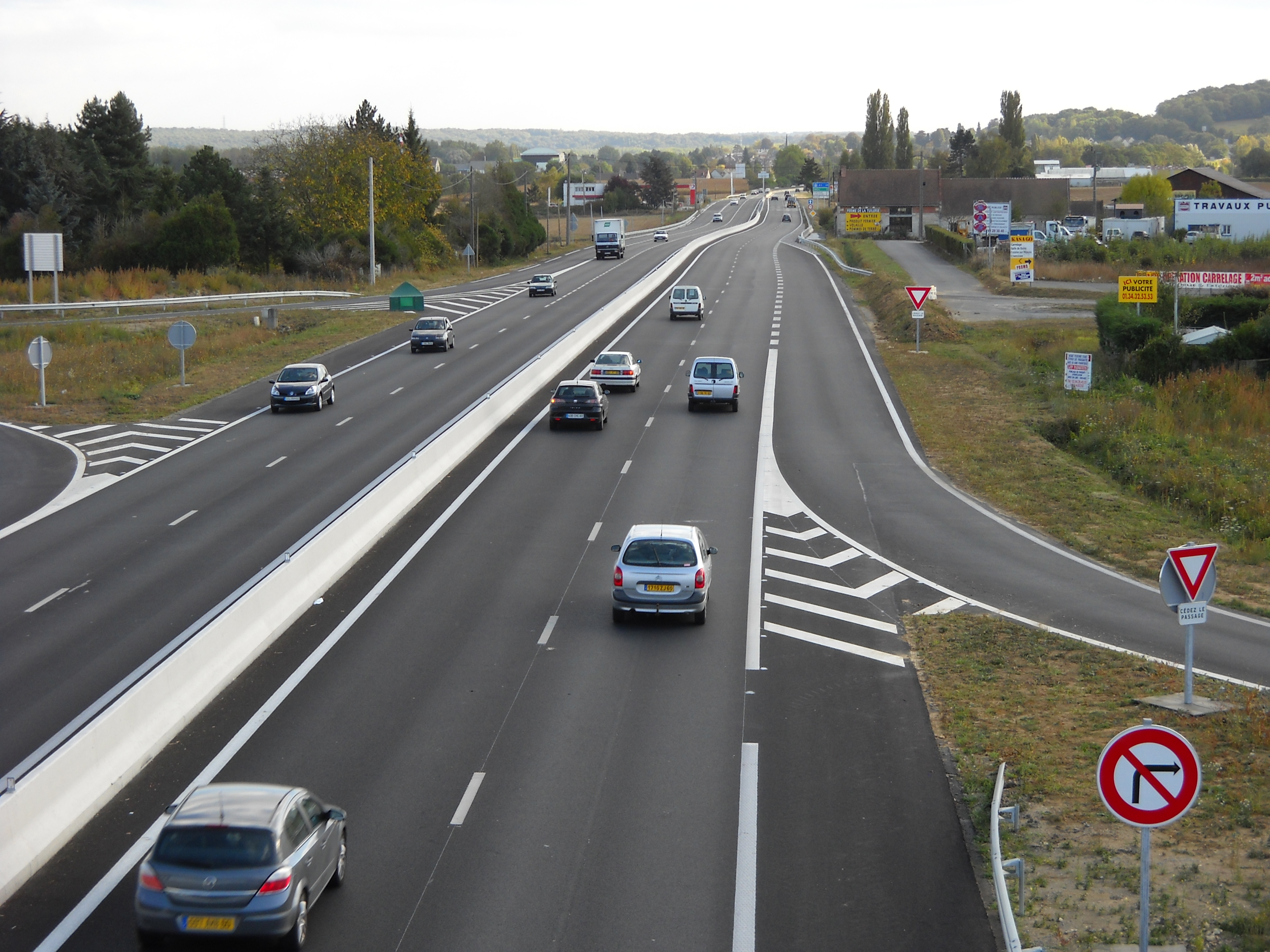
La RD 1016 (ex-RN 16) près de Clermont.

### Infrastructures routières
Le département est traversé par deux autoroutes, presque parallèles et qui découpent le département en trois tiers presque égaux : l'A1 (Paris-Senlis-Lille), l'une des plus anciennes autoroutes de France, très fréquentée avec 89 000 véhicules/jour à la limite du Val-d'Oise et encore 56 000 véhicules/jour à la limite de la Somme, et l'autoroute A16 (Paris-Beauvais-Amiens-Dunkerque), qui supporte un trafic beaucoup moins important de 16 000 à 23 000 véhicules/jour selon les sections.
À ces deux autoroutes s'ajoutent un important réseau de routes principales, en grande partie aménagé en voie rapide à 2x2 voies : la route nationale 31 (Rouen-Beauvais-Clermont-Compiègne-Reims), la route départementale 1032 (ex-route nationale 32) (Compiègne-Noyon-Saint-Quentin), la route départementale 1016 (ex-route nationale 16) (Paris-Creil-Clermont), la route nationale 2 (Paris-Laon-Maubeuge) et la route départementale 200 (Creil-Compiègne).

### Transport collectif de voyageurs
L'Oise est desservi par le Réseau Oise, initialement organisé par le département, repris par la région Hauts-de-France en 2017. Ce réseau compte 86 lignes régulières, qui relient les principales communes du département en complément des réseaux urbains (voir ci-après).

## Transport ferroviaire

### Historique

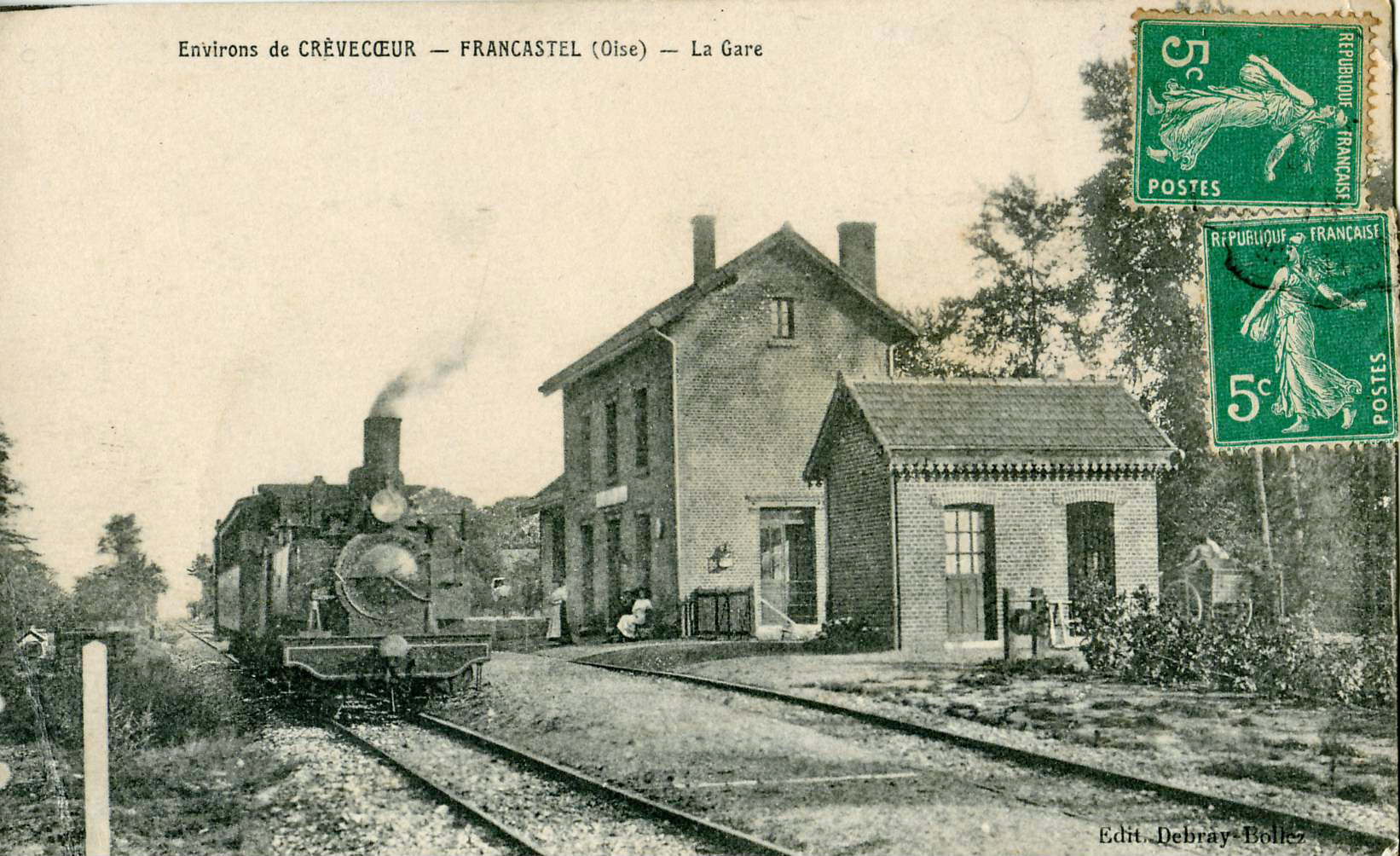
La petite gare de Francastel sur le chemin de fer d'Estrées-Saint-Denis à Crèvecœur-le-Grand, avant 1909.

Les lignes de Paris à Lille par Creil et de Creil à Compiègne sont les premières lignes ouvertes dans le département en 1846-1847. Entre Paris et Creil, la ligne passe alors par Pontoise ; l'itinéraire direct par Villiers-le-Bel ne sera ouvert qu'en 1859. Le réseau d’intérêt général du département a principalement été développé par la Compagnie des chemins de fer du Nord. Les principales lignes convergeaient à Creil, principal nœud ferroviaire du département. À la fin du siècle, le chemin de fer d’intérêt général atteignait la plupart des villes et bourgs du département, dont Beauvais, Bresles, Breteuil, Chantilly, Chaumont-en-Vexin, Clermont, Compiègne, Creil, Crépy-en-Valois, Crèvecœur-le-Grand, Grandvilliers, Méru, Noyon et Senlis.
L'Oise a également été desservie à partir de 1879 par quelques lignes de chemin de fer d’intérêt local, isolées les unes des autres :
- La Compagnie du chemin de fer de Hermes à Beaumont exploite à partir de 1879 la ligne éponyme ;
- La Compagnie du Chemin de fer d'Estrées à Froissy ouvre en 1891 la ligne éponyme, prolongée en 1911 jusqu'à Crèvecœur-le-Grand ;
- La Compagnie des Chemins de fer de Milly à Formerie et de Noyon à Guiscard et à Lassigny ouvre en 1894 une ligne de Milly-sur-Thérain à Formerie, puis progressivement de 1895 à 1913 deux lignes de Noyon à Ham et de Noyon à Montdidier ;
- La Société générale des chemins de fer économiques exploite à partir de 1897 le chemin de fer de Bussy à Ercheu ;
- La Compagnie du chemin de fer d'intérêt local de Méru à Labosse ouvre en 1905 la ligne éponyme.

Ces lignes, toutes à écartement métrique, furent reprises (sauf la ligne de Bussy à Ercheu) vers 1919-1920 par la Compagnie générale de voies ferrées d'intérêt local. Elles fermèrent progressivement entre 1934 et 1961.
Le développement de l'agglomération parisienne permettra en revanche au département de conserver la plupart de ses lignes d'intérêt général dans le sud du département. À partir de 1958, les lignes du département sont progressivement électrifiées.
|                                             |
| Le réseau ferroviaire à son apogée en 1930. |

|                                     |
| Le réseau ferroviaire de nos jours. |

|                                                    |
| Carte animée de l’évolution du réseau ferroviaire. |

### Situation actuelle

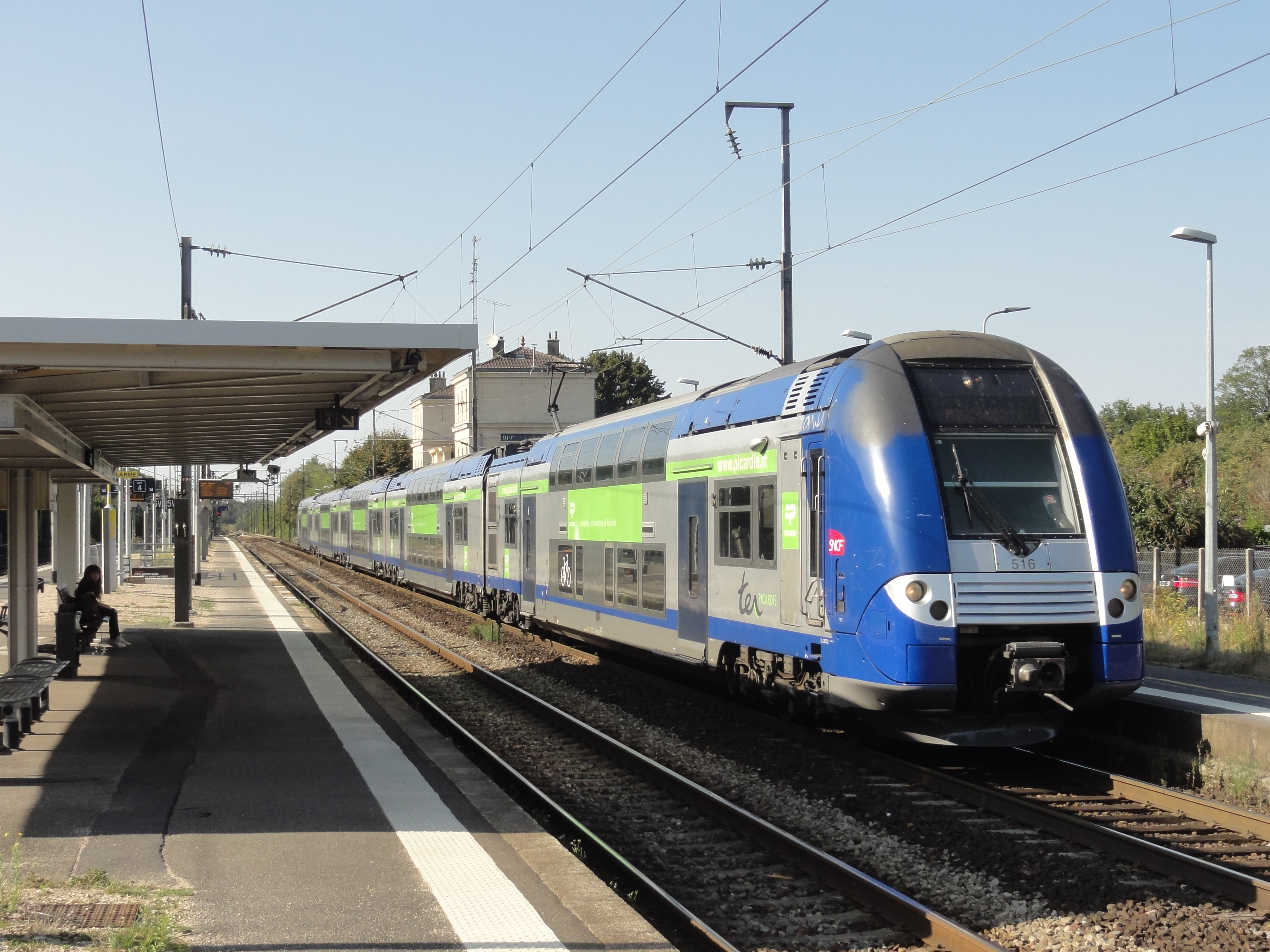
Un train TER Picardie (aujourd'hui TER Hauts-de-France) en gare d'Orry-la-Ville - Coye, en 2018.

Les principales gares de voyageurs sont Creil, Chantilly - Gouvieux, Compiègne, Orry-la-Ville - Coye, Crépy-en-Valois et Beauvais, avec une fréquentation annuelle entre un et cinq millions de voyageurs en 2019.
L'Oise n'est desservie par aucun train Grandes Lignes, mais présente la particularité d'être desservie, en plus des TER Hauts-de-France, par la ligne D du RER ainsi que par les lignes H, J, K et P du Transilien. Ces lignes, ainsi que certaines lignes TER Hauts-de-France comme Paris-Compiègne, connaissent un trafic et une fréquentation particulièrement élevés, comparable à l'Île-de-France.

## Transport fluvial
L'Oise et son canal latéral sont navigables dans toute sa traversée du département, et permet de rejoindre la Seine ; en amont de Pont-l'Évêque, il s'agit d'un canal au gabarit Freycinet (classe I CEMT), tandis qu'en aval de Compiègne, l'Oise est à grand gabarit (classe V). 
Le canal du Nord relie actuellement en classe II l'Oise au Nord-Pas-de-Calais. Le projet de liaison Seine-Escaut, qui le doublera, ambitionne de relier à grand gabarit Compiègne à Cambrai et ainsi, le bassin de la Seine aux réseaux fluviaux du Nord-Pas-de-Calais, de la Belgique, des Pays-Bas et de l'Allemagne.

## Transport aérien

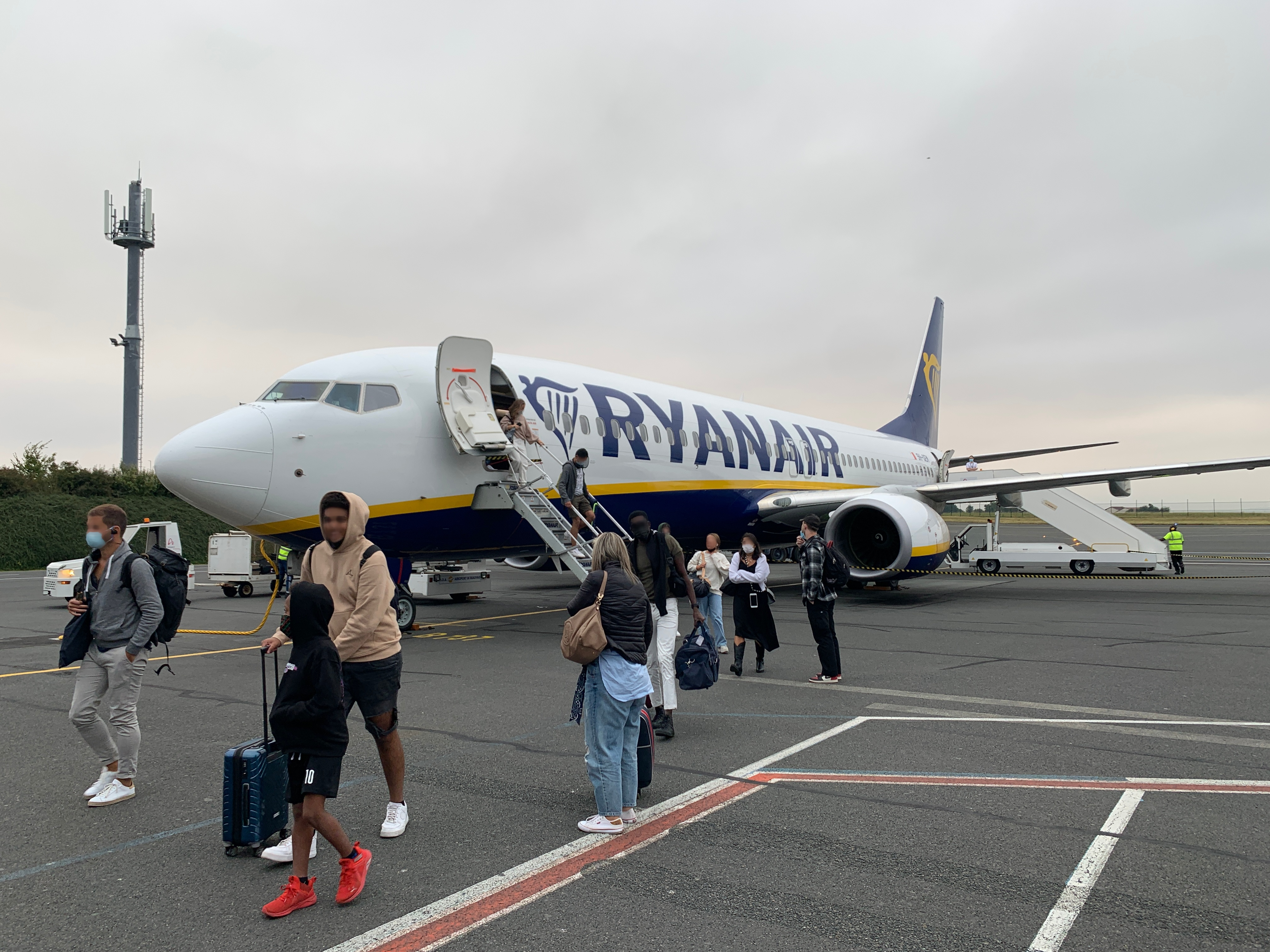
Un Boeing 737 de la compagnie Ryanair sur le tarmac de l'aéroport de Paris-Beauvais en 2021.

L'aéroport de Paris-Beauvais, qui était connu jusqu'aux années 2000 sous le nom de Beauvais-Tillé et dont le trafic était faible avant la déréglementation du transport aérien en 1997, est en 2018 le dixième de France avec 3,8 millions de passagers. Cet essor est dû au choix de cet aéroport pour desservir l'agglomération parisienne par plusieurs compagnies low cost et plus particulièrement par Ryanair, qui relie Beauvais à plusieurs dizaines d'aéroports européens et d'Afrique du Nord.
L'aérodrome du Plessis-Belleville, en revanche, n'est utilisé que par des aéronefs de loisirs et de tourisme.

## Transports en commun urbains et périurbains
Pas moins de 13 collectivités locales (un record parmi les départements français) sont autorités organisatrices de la mobilité (AOM) sur leur territoire et organisent des services de transport dans leur ressort territorial. Ces AOM exploitent exclusivement des services d'autobus, parfois à la demande :
- La Communauté d'agglomération du Beauvaisis organise le réseau Corolis, qui dessert à la fois le cœur de l'agglomération de Beauvais et des communes plus éloignées comme Crèvecœur-le-Grand et Bresles par des bus réguliers et du transport à la demande ;
- L'Agglomération de la Région de Compiègne et de la Basse Automne organise le réseau TIC composé de lignes urbaines et interurbaines, certaines en transport à la demande ;
- La Communauté d'agglomération Creil Sud Oise organise le réseau AXO avec des lignes régulières et d'autres en transport à la demande ;
- La Communauté de communes du Clermontois organise le réseau LeBus avec des lignes régulières et des services de transport à la demande ;
- La Communauté de communes Thelloise organise deux lignes régulières et du transport à la demande sous le nom de Pass Thelle Bus ;
- La Communauté de communes du Pays de Valois (qui a repris en 2021 cette compétence à la commune de Crépy-en-Valois) organise un service limité à la commune de Crépy-en-Valois, sous le nom de Mobi ;
- La Communauté de communes de l'Aire Cantilienne organise les services DUC (dans la commune de Chantilly), La Navette (dans la commune de Lamorlaye) et Flexobus (transport à la demande) ;
- La Communauté de communes des Sablons organise le réseau Sablons Bus avec des lignes régulières et des services de transport à la demande autour de Méru ;
- La Communauté de communes des pays d'Oise et d'Halatte organise le réseau TOHM, centré sur la gare de Pont-Sainte-Maxence ;
- La Communauté de communes de la Plaine d'Estrées organise le réseau Hoplà ;
- La commune de Senlis organise le réseau d'autobus TUS ;
- La commune de Noyon organise le réseau d'autobus Lib'bus ;
- La commune de Liancourt est AOM mais ne semble pas organiser de service de transport.

## Modes doux
Le département est traversé par plusieurs voies vertes, véloroutes et sentiers de grande randonnée.